# Lutas nos Jogos Olímpicos de Verão de 2020 - Livre até 125 kg masculino
A categoria livre até 125 kg masculino das lutas nos Jogos Olímpicos de Verão de 2020 ocorreu nos dias 5 e 6 de agosto de 2021 no Makuhari Messe, em Tóquio. Um total de 15 lutadores, cada um representando um Comitê Olímpico Nacional (CON), participaram do evento.

## Qualificação
Um total de 16 vagas foram atribuídas para a categoria livre até 125 kg masculino, cada um representando um CON, conforme abaixo:
- 6 pelo Campeonato Mundial de 2019;
- 2 pelo torneio qualificatório pan-americano;
- 2 pelo torneio qualificatório europeu;
- 2 pelo torneio qualificatório da África e Oceania;
- 2 pelo torneio qualificatório asiático;
- 2 pelo torneio qualificatório mundial.

## Formato
As competições de luta livre consistem em um torneio de eliminação simples, com uma repescagem usada para determinar os vencedores das duas medalhas de bronze. Os dois finalistas se enfrentam pelas medalhas de ouro e prata. Cada lutador que perde para um dos dois finalistas segue para a repescagem, culminando em duas lutas pela medalha de bronze com os perdedores da semifinal, cada um enfrentando o oponente restante da repescagem de sua metade da chave.

## Calendário
Horário local (UTC+9)
| Data                | Horário | Fase            |
| ------------------- | ------- | --------------- |
| 5 de agosto de 2021 | 11:00   | Qualificatórias |
| 5 de agosto de 2021 | 18:15   | Semifinais      |
| 6 de agosto de 2021 | 11:00   | Repescagem      |
| 6 de agosto de 2021 | 19:30   | Finais          |

## Medalhistas
| Ouro   | USA Gable Steveson                   |
| Prata  | GEO Geno Petriashvili                |
| Bronze | IRI Amir Hossein Zare TUR Taha Akgül |

## Resultados
Estes foram os resultados da competição:
Legenda
- F — Vitória por queda.

### Chaveamento
|  | Oitavas de final             | Oitavas de final             | Oitavas de final |  |  | Quartas de final             | Quartas de final             | Quartas de final             |    |                       | Semifinais            | Semifinais            | Semifinais |  |  | Final | Final | Final |
|  |                              |                              |                  |  |  |                              |                              |                              |    |                       |                       |                       |            |  |  |       |       |       |
|  | GEO Geno Petriashvili        | GEO Geno Petriashvili        | 11               |  |  |                              |                              |                              |    |                       |                       |                       |            |  |  |       |       |       |
|  | EGY Diaaeldin Kamal          | EGY Diaaeldin Kamal          | 0                |  |  | GEO Geno Petriashvili        | GEO Geno Petriashvili        | 5                            |    |                       |                       |                       |            |  |  |       |       |       |
|  | ROC Sergey Kozyrev           | ROC Sergey Kozyrev           | 1                |  |  | CHN Deng Zhiwei              | CHN Deng Zhiwei              | 2                            |    |                       |                       |                       |            |  |  |       |       |       |
|  | CHN Deng Zhiwei              | CHN Deng Zhiwei              | 4                |  |  |                              |                              |                              |    | GEO Geno Petriashvili | GEO Geno Petriashvili | 6                     |            |  |  |       |       |       |
|  | KOS Egzon Shala              | KOS Egzon Shala              | 6F               |  |  |                              | IRI Amir Hossein Zare        | IRI Amir Hossein Zare        | 3  |                       |                       |                       |            |  |  |       |       |       |
|  | ALG Djahid Berrahal          | ALG Djahid Berrahal          | 0                |  |  | KOS Egzon Shala              | KOS Egzon Shala              | 2                            |    |                       |                       |                       |            |  |  |       |       |       |
|  | IRI Amir Hossein Zare        | IRI Amir Hossein Zare        | 7                |  |  | IRI Amir Hossein Zare        | IRI Amir Hossein Zare        | 13                           |    |                       |                       |                       |            |  |  |       |       |       |
|  | UKR Oleksandr Khotsianivskyi | UKR Oleksandr Khotsianivskyi | 0                |  |  |                              |                              |                              |    |                       | GEO Geno Petriashvili | GEO Geno Petriashvili | 8          |  |  |       |       |       |
|  | TUR Taha Akgül               | TUR Taha Akgül               | 5                |  |  |                              | USA Gable Steveson           | USA Gable Steveson           | 10 |                       |                       |                       |            |  |  |       |       |       |
|  | CAN Amar Dhesi               | CAN Amar Dhesi               | 0                |  |  | TUR Taha Akgül               | TUR Taha Akgül               | 0                            |    |                       |                       |                       |            |  |  |       |       |       |
|  | KGZ Aiaal Lazarev            | KGZ Aiaal Lazarev            | 0                |  |  | USA Gable Steveson           | USA Gable Steveson           | 8                            |    |                       |                       |                       |            |  |  |       |       |       |
|  | USA Gable Steveson           | USA Gable Steveson           | 10               |  |  |                              |                              |                              |    | USA Gable Steveson    | USA Gable Steveson    | 5                     |            |  |  |       |       |       |
|  | MGL Mönkhtöriin Lkhagvagerel | MGL Mönkhtöriin Lkhagvagerel | 8                |  |  |                              | MGL Mönkhtöriin Lkhagvagerel | MGL Mönkhtöriin Lkhagvagerel | 0  |                       |                       |                       |            |  |  |       |       |       |
|  | BLR Dzianis Khramiankou      | BLR Dzianis Khramiankou      | 4                |  |  | MGL Mönkhtöriin Lkhagvagerel | MGL Mönkhtöriin Lkhagvagerel | 6                            |    |                       |                       |                       |            |  |  |       |       |       |
|  | GER Gennadij Cudinovic       | GER Gennadij Cudinovic       | 2F               |  |  | GER Gennadij Cudinovic       | GER Gennadij Cudinovic       | 5                            |    |                       |                       |                       |            |  |  |       |       |       |
|  | KAZ Yusup Batirmurzaev       | KAZ Yusup Batirmurzaev       | 10               |  |  |                              |                              |                              |    |                       |                       |                       |            |  |  |       |       |       |

### Repescagem
|  | Repescagem          | Repescagem          | Repescagem |  | Disputa pelo bronze          | Disputa pelo bronze          | Disputa pelo bronze |  |  |  |  |
|  |                     |                     |            |  |                              |                              |                     |  |  |  |  |
|  | EGY Diaaeldin Kamal | EGY Diaaeldin Kamal | 2          |  | CHN Deng Zhiwei              | CHN Deng Zhiwei              | 0                   |  |  |  |  |
|  | CHN Deng Zhiwei     | CHN Deng Zhiwei     | 7          |  | IRI Amir Hossein Zare        | IRI Amir Hossein Zare        | 5                   |  |  |  |  |
|  |                     |                     |            |  |                              |                              |                     |  |  |  |  |
|  | KGZ Aiaal Lazarev   | KGZ Aiaal Lazarev   | 0          |  | TUR Taha Akgül               | TUR Taha Akgül               | 5                   |  |  |  |  |
|  | TUR Taha Akgül      | TUR Taha Akgül      | 4          |  | MGL Mönkhtöriin Lkhagvagerel | MGL Mönkhtöriin Lkhagvagerel | 0                   |  |  |  |  |

## Classificação final
| Pos.              | Lutador                      |
| ----------------- | ---------------------------- |
| Medalha de ouro   | USA Gable Steveson           |
| Medalha de prata  | GEO Geno Petriashvili        |
| Medalha de bronze | IRI Amir Hossein Zare        |
| Medalha de bronze | TUR Taha Akgül               |
| 5                 | CHN Deng Zhiwei              |
| 5                 | MGL Mönkhtöriin Lkhagvagerel |
| 7                 | KOS Egzon Shala              |
| 8                 | GER Gennadij Cudinovic       |
| 9                 | BLR Dzianis Khramiankou      |
| 10                | EGY Diaaeldin Kamal          |
| 11                | ROC Sergey Kozyrev           |
| 12                | KAZ Yusup Batirmurzaev       |
| 13                | CAN Amar Dhesi               |
| 14                | ALG Djahid Berrahal          |
| 15                | UKR Oleksandr Khotsianivskyi |
| 16                | KGZ Aiaal Lazarev            |